# 平田佐矩
平田 佐矩（ひらた すけのり、1895年（明治28年）9月26日 - 1965年（昭和40年）12月6日）は、富田一色平田家の4代目当主。平田紡績の4代目社長。2代目平田佐次郎の三男。富洲原町会議員を経て、第11代四日市市長も務めた。実業家（平田紡績社長）に加えて趣味として和歌や短歌を創作する歌人・俳句を創作する俳人などの文芸活動をする文化人でもあった。四日市コンビナートを誘致して四日市市（四日市港周辺の臨海部）を重工業化させた功労者である反面、四日市ぜんそくを発生させた四日市公害の責任者でもある。

## 経歴

### 平田紡績家の家系

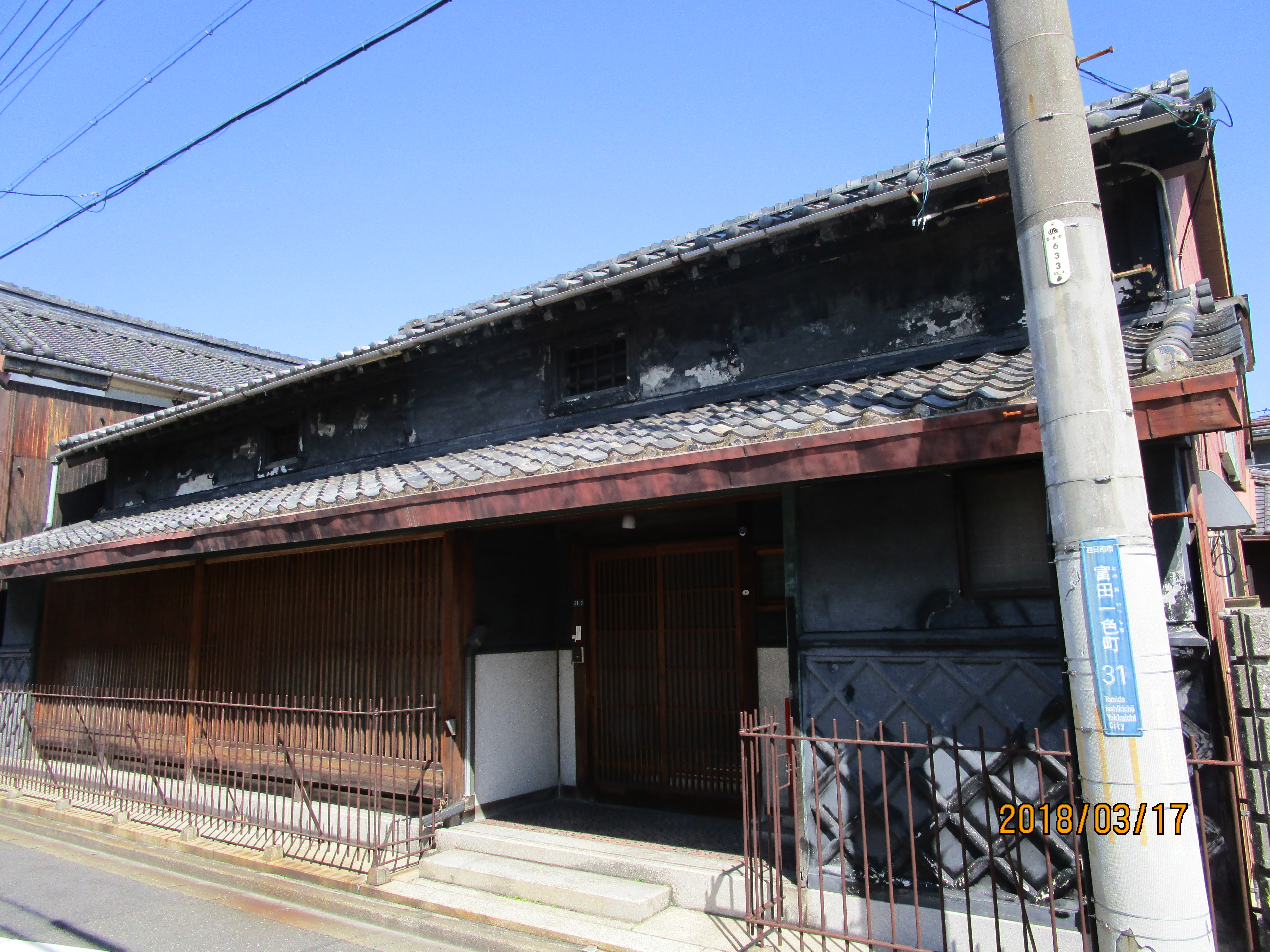
平田佐矩生家

三重県三重郡富洲原村（現在の四日市市富田一色地区）出身で平田紡績家当主の2代目平田佐次郎の三男として出生する。8男4女の12人兄弟であり、母親の平田（旧姓吉川）たきは、1910年（明治43年）に最後の子供である平田佐貞と双子の男児を出産をした際に、産後の病気で体調が悪化して病死した。長兄は平田紡績3代目の平田佐十郎。五弟は暁学園の創設者で第5代平田紡績社長の宗村佐信（宗村家の養子）。末弟は大日本帝国陸軍軍人で芸術家の平田佐貞である。長男は富洲原小学校創立100周年記念誌の制作に関わった四日市市職員の平田佐造。孫は四日市市職員の平田滋宣。甥は第6代平田紡績社長で暁学園第2代理事長の宗村完治。他の甥は暁学園第3代理事長の宗村南男と平田紡績7代目社長の宗村明夫がいる。生家は「紡績関係の民家建築」として「四日市市史　第4巻　580ページ」に「平田滋宜（しげよし）家」と紹介されている。

### 学歴
学歴は富洲原尋常小学校→旧制中学で、三重県立第2中学校を前身とする富田中学校（現在の三重県立四日市高等学校）第12期卒業生→名古屋高等工業学校を卒業する。立教大学経済学部に入学して東京府で下宿生活をした。旧制大学の大学生として（経済学・キリスト教・文学）を学び、東京で学生生活を送る。1919年（大正8年）に立教大学経済学科を卒業する。

### 実業家
桑名の堀家へ養子に入ったが、1917年（大正6年）平田製網に入社して、1918年（大正7年）平田家に復籍した。家庭事情としては2代目平田佐次郎の後継者で平田紡績3代目社長であった長兄の佐十郎が24歳で若くしてスペイン風邪により死去したためで、1921年（大正10年）に平田家の家業である平田製網の後継者に指名された。1923年（大正12年）に父のの後継者として社長職に就任し、1926年（大正15年）に平田製網に紡績部門を新設して、平田家4代目当主を継承した。
漁網の一貫生産体制を整備して、漁網部門の他に新たに紡績部門を設置して、1938年（昭和13年）に平田家が経営する製網会社の社名を「平田紡績」と改める。平田紡績の「平田漁網事業」に「洋式蛙股編網機」の発明に成功して特許を得る。昭和時代の初期には会社発展のため海外に渡航した。アメリカ合衆国へは原綿の買い付け交渉を行なった。漁網の需要があるソビエト連邦や地中海諸国の（イタリア・フランス・スペイン・ギリシャ）に漁網のセールスをする。（三重織布会社と桑野電機会社）の取締役を兼任した。三岐鉄道の設立発起人となって創立時から1947年（昭和22年）10月まで監査役となった。

### 富洲原の政治家
富洲原町（現在の富洲原地区）発展のために平田佐矩は、教育への貢献として富洲原小学校の（奉安殿の建立・平田紡績株式会社と平田佐矩個人による寄付で講堂の建設）をして、富洲原地域への寄贈をした。また宗教や文化保護策として富田一色地区の富田一色飛鳥神社と、天ヶ須賀地区の天ヶ須賀住吉神社と、松原地区の聖武天皇社など富洲原の神社や仏閣に多額の寄付をした。松原地区に東洋紡績富田工場が誘致されると富洲原の商業化のために東洋町商店街を中心とする富洲原商工会の副会長に就任した。
富洲原町会議員に推薦されて四日市市と三重郡富洲原町の市町村合併を推進させる交渉役となった。1941年（昭和16年）6月11日に三重郡富洲原町が四日市市に合併した際に合併条件として「富洲原地区出身の市会議員を3議席確保する」とした条件があり、平田佐矩（平田紡績社長から後に四日市市長となった）・片岡恒一（三重県議会議員から衆議院議員となった）・早川政蔵（1941年（昭和16年）から1955年（昭和30年）の期間に四日市市議会議員に在任していた）が富洲原地区選出の四日市市会議員となった。その3名の市会議員として富田一色出身の片岡恒一元衆議院議員と天ヵ須賀出身の早川政蔵元富洲原町会議員（三重郡富洲原町議会の議長）と共に四日市市会議員となる。四日市市名誉職参事会員となる。1943年（昭和18年）10月23日に、四日市市の役職を辞職する。

### 戦後の経歴
1942年（昭和17年）に平田紡績の会社経営を退き、1943年（昭和18年）に平田紡績の経営に剛腕をふるった平田紡績株式会社の社長職を辞任した、平田家の家業を養子に出した実弟の宗村佐信に譲った。三重郡富洲原町会議員から→四日市市会議員（富洲原地区選出議員）を経て、戦後、三重県から兵庫県に移住して、平田紡績が昭和10年代に買収した子会社である兵庫県尼崎市の東洋スチール株式会社の経営と西宮市でステンレス工場の阪神電気製鋼所の社長と東洋製鋼の経営者となるが、1952年（昭和27年）故郷である富洲原に帰郷する。
1957年（昭和32年）に当時の四日市市長の吉田勝太郎に招かれて、四日市市の助役に就任した。四日市市長の後継者候補となり、翌年の1958年（昭和33年）に四日市市の水道業務の管理者を務めた。

### 四日市市長
1959年（昭和34年）4月に、四日市市長選挙があり、吉田勝太郎市長が高齢のため不出馬宣言をして、（富田地区・富洲原地区）を地盤とする平田佐矩助役と、旧四日市市街を地盤とする吉田千九郎前市長が立候補の意志を表明した。四日市市議会は保守系議員が大多数で自由民主党や地元財界が両者の調整交渉をした。
日本社会党四日市支部が平田支持を表明して、三重郡四日市市支部労組も両者に公開質問状を出し、労組は平田佐矩助役を支持して、保守勢力が一本化をして、平田有利となり、吉田が市長選挙出馬を断念して、「新しい経済圏としての四日市市は最も重要な地位を占めて、政府も大きな関心を見せている。四日市港を中心とする大工業都市建設を図る」をスローガンに「大四日市建設」を掲げて圧倒的多数で、対立候補の近藤栄（日本共産党）候補を破り、第11代四日市市長に当選する。吉田勝太郎の後継者として総合開発計画を推進した。
1963年（昭和38年）に再選されて、1965年（昭和40年）に急死するまで四日市市長に在職した。
平田（初代平田佐次郎が創業した平田紡績家）一族として実弟の宗村佐信が創設した暁学園の理事職を務めた。
平田紡績出身であり、「日本10大紡績」が四日市地域に立地していて、四日市で紡績産業が盛んであった戦後期は、紡績関係の「糸編」」経営者から四日市市長となった人物として、新聞記者に知られていた。記者から日本横断運河を建設する夢を語る「名物市長」をして注目されていたが、平田佐矩が急死したことにより、日本横断運河が中止になる可能性が高まったことから、四日市市内では「偉大な市長が急死したニュース」の号外が配られた。

## 政治家（四日市市長）としての業績
助役
- 1957年（昭和32年）3月14日〜1959年（昭和34年）9月27日

四日市市長
- 1959年（昭和34年）5月1日〜1965年（昭和40年）12月6日の逝去まで。[6]。

### コンビナートの誘致
四日市空襲の戦災を受けた旧大日本帝国海軍燃料廠（海軍工廠）跡地に四日市コンビナートを誘致して石油化学産業の石油コンビナート、第1コンビナート（塩浜地区）の建設を完了した。第2コンビナート（牛起地区）の工事を着工した。第3コンビナート（霞ヶ浦地区）を誘致と建設計画を構想して四日市市を三重県一の「工業都市」「経済都市」とした。しかし、有名な四日市喘息で知られる公害問題を作った。特に力を入れたのは霞ヶ浦の開発で平田市長は霞ヶ浦土地株式会社所有の霞ヶ浦の土地を近畿日本鉄道と八幡製鐵の協力で四日市市の所有地としたのは1963年（昭和38年）、四日市市長在任中の時期であった。霞ヶ浦公園の敷地に1967年（昭和42年）の四日市市制70周年記念に平田佐矩の銅像が建立された。

### 日本横断運河構想
日本列島を横断する日本横断は、三重県四日市市の政治家や実業家などの四日市市の夢であった。稲葉三右衛門や伊藤平治郎などの四日市市内の地域功労者が、日本横断鉄道構想を立てるが達成されず、結局三重県内を走る三岐鉄道となった。
日本横断鉄道から日本横断運河と形を変えた計画として、四日市港の伊勢湾から琵琶湖を中間に敦賀港がある日本海を結ぶ日本横断運河構想を立て調査目的に「運河建設促進規成同盟会」結成の原動力となる。具体的に鈴鹿山脈を越えるのは不可能とする調査結果から、当初は、敦賀から琵琶湖を通じて淀川を下って大阪湾に出る、阪敦運河構想であったが、当時の平田佐矩四日市市長が熱心に計画をしたこともあって、運河計画は伊勢湾の四日市港を起点にする事により揖斐川を利用して北上し関ケ原付近に運河を建設して姉川経由で琵琶湖に出て、塩津浜より敦賀にむけて開鑿する運河を建設するというものになった。
岐阜県と滋賀県と福井県の山間部の高さが原因で技術的に難しい公共事業との疑問があるが、当時の高度な運河技術で可能であった。パナマ運河のようなロックゲート方式で水位を調整して日本海と太平洋をつなぐという大構想である。運河の幅により総工費2500億円から3500億円というものであった。関係五県三市（愛知県・岐阜県・三重県・滋賀県・福井県、名古屋市・敦賀市・四日市市）などで建設期成同盟会が結成され、自由民主党副総裁だった大野伴睦が会長となった。
1963年（昭和38年）には政府予算の調査費1000万円がついたが、それ以降、大野伴睦副総裁と平田佐矩四日市市長が死去した事と、北栄造福井県知事が引退して、畑守三四治敦賀市長も落選するなどで日本横断運河の建設を推進する中心人物を失い、急速に下火になり、ついに1970年（昭和45年）にいたって「中部圏開発整備本部」により調査の打切りが発表された。日本横断運河構想は三重県四日市市の平田佐矩市長が大野伴睦自民党副総裁に提案したのがきっかけである。1959年（昭和34年）にカナダでセントローレンス海路（運河）が開通するなど、世界で運河が脚光を浴びていた時期だった。「四日市敦賀国道期成同盟会」の会長としての四日市と敦賀間の国道である国道365号の建設を実現した。

### ロングビーチ市と姉妹都市提携を結ぶ
四日市市と同じ石油工業都市のアメリカ合衆国ロングビーチ市と姉妹都市の提携を結んだ。1965年（昭和40年）6月にロングビーチ市を訪問した。

### 伊勢湾台風
富洲原地区を中心に被害がでた伊勢湾台風の災害復旧をする。1959年（昭和34年）に伊勢湾台風が襲来した。富洲原は死者58名を出す四日市市一の被災地区となり富田一色本町の自家平田家も罹災する。伊勢湾台風の災害対策本部長に就任して、富洲原地区の復旧をする。出身地である富洲原地区が伊勢湾台風で水害の悲劇を受けた事によって、平田佐矩は伊勢湾の砂浜を埋め立てて国道23号線の建設を行う事とコンビナートの誘致を決意する。社長職を譲った平田紡績など軽工業は衰退して未来がないとして、重工業を重視する思想と経済政策の持ち主であった。

### 四日市ぜんそく
責任をとり、四日市ぜんそくによる公害患者の医療費を無料化にする。「コンビナート誘致による重工業化で四日市が繁栄したが、その反面の問題として塩浜地区で泣いている人がいる」と発言して、四日市市長としての責任を実感していた。公害発生初期には平田市長の私財を医療費に当てて、その後、四日市市が公費で喘息患者の医療費を無料化する制度ができた。参考文献の「四日市市史」では、塩浜地区の漁民から四日市公害で四日市コンビナートの排水で汚染された魚を富田一色の自宅まで持ち込まれて市長として責任を追及された。塩浜地区の漁民から「富洲原の人が汚染された魚を食べてくれるのか」との怒りの訴えを自身の資産で魚を買収して処分した「塩浜・富洲原魚事件」が記載されている。

## 初登庁直後の記者会見の「大四日市建設」を推進する抱負
まず四日市西部（背後）地域に住宅団地を開発する。東海道新幹線は、当時の初期計画では、三重県内の四日市地域を通過する予定であり、四日市西部地域の住宅団地の造成。工業団地の建設。鉄道網の整備と鉄道網の建設。四日市市内の駅の整備と新規建設。道路網の完備をする。
都市開発計画を基本に、高度経済成長時代の四日市地域情勢に対応して積極的に100％（全部）活用する。四日市港発展のために、名古屋港と同格の運用組織を理想とする。名古屋港をモデルとする（三重県・四日市市）共同の管理組合を組織する。霞ケ浦以北に埋立地を造成する。三重郡楠町・三重郡朝日町両町と川越村と市町村合併をして「大四日市構想」を拡張する。
四日市市（南部地域）に石油製造関係・製油関係・石油化学関係の四日市コンビナートを建設する。
四日市市（北部地域）に鉄鋼・製鉄業の東海製鉄所・八幡製鉄所・播磨造船所の誘致をする。
中心部にビル街がある都市型の市街地を建設して、四日市西部をベッドタウンとしての住宅団地の造成する。
四日市市北部地域・四日市市内陸部に金属加工産業系列の中小企業を中心とする工業団地を形成して、四日市市南部地域・四日市市内陸部に新しい大規模住宅団地を建設すると共に、四日市市立の巨大公園を開発する。
1961年（昭和36年）に北勢3市（四日市市・桑名市・鈴鹿市）の連合都市構想を推進して、四日市コンビナート・日本横断運河・本田技研工業鈴鹿工場・四日市港がある四日市市・鈴鹿市・桑名市が協力して政令指定都市を目指す。中部経済連合会の（四日市市・桑名市・川越町）の二市一町の合併構想への対案であった。1961年（昭和36年）に、名古屋市と四日市間に新しい道路と鉄道を建設して、四日市港沖に埋め立てによって人工島を造成して「四日市国際空港」を建設する。三重県一の人口と経済都市である四日市市に三重県の県庁所在地を移転したい。
「新産業都市建設推進法」が制定されると、四日市市が産業都市に指定されるように国に働き掛けた。国鉄関西本線の複線化工事と電化工事の推進、伊勢線の建設を推進した。

## 高花平団地の命名
- 三重県最初の住宅団地である高花平の命名は、「高花」が四日市市民の一般公募、「平」は平田の名字からとられた。

## 趣味
- 趣味は茶道・囲碁・俳句

## 家族
- 家族は妻のしま夫人と平田家の後継者である平田佐造など合計3男1女

## 俳人
平田紡績の家業を拡張して、軌道に乗った昭和時代初期に、平田は「号鶴声」を名乗って俳句作りを再開した。俳句雑誌の「かいつむり」に投稿した。平田紡績家の茶室で度々複数回に渡り俳句会を開催した。「鶴声」・「湖舟」を名乗って俳句・短歌を作り、俳歴・歌歴があり、堪能だった。しかし、自身の文化人としての経歴は、生前の平田紡績社長などの経営者時代と四日市市長などの政治家時代には黙して語らなかった。また俳句雑誌（かいつむり）に投稿したり、平田家所有の茶室で俳句会を開いた。
1938年（昭和13年）11月に日中戦争に参戦していた実弟・平田佐貞が中国湖北省黄白城付近で戦死した。1940年（昭和15年）に佐貞の夏晶編になる追悼集（志のぶ草）を出版する。発行者の平田自身も「冬の雨」11句・「木枯」18首以外に・句入り追想文の「行雲流水」などの優秀作を載せて俳句・短歌両道の達人である事を示した。
太平洋戦争下の1942年（昭和17年）末に、実業家及び俳人として人望がある平田は、三重県大政翼賛会俳句協会会長の川喜田久太夫より副会長に委託された。「かいつむり」の知人・友人の野田別天楼・武定巨口や著名俳人をはじめ、梶島一藻・杉本幽鳥・藤井鬼白など「かいつむり」に哀悼句を寄せた仲間の依頼であり、敗戦後は経営者や政治家としての任務の合間を縫って、かつての親類・友人と小規模俳句会を開催したりした。
1965年（昭和40年）11月天ヵ須賀2丁目の山口誓子の旧居の一隅に、九鬼紋十郎（元衆議院議員）ら有志によって、誓子句碑「かの雪信濃の国の遠さもて」が建碑の除幕された。除幕式があり祝辞を述べた。式典の参加したこと自体が感激無量であった。山口誓子夫妻をはじめ他の列席者にも印象深い式典であった。文人市長であったが、自身の俳歴や歌歴は語らなかった。
旧制第2中学校（後の富田中学校・現在の三重県立四日市高等学校）に入学した当時、国語漢文教師に山脇か吉がいた。山脇は校友会の「会誌」の盛んに俳句を寄稿して、その後論考「和歌の文法的解釈」を連載して、教師・生徒の師弟間の短詩型文学熱が恩師山脇によって活発化した。平田の同級生には、宇佐美美石花菜（本名と利三）・川喜田三郎・千葉胤一・平田笑乃舎（本名重則、その後の平田彩雲）・水谷益清や文学的感性豊富な青年が多かった。3年生時代には、盛んに「会誌」文宛欄に投稿して、普段から常に上位競争をした。富田中学校第9回卒業生で従兄の吉川夏晶（本名吉川重武）も影響を受けて盛んに俳句作りをした。